# René Palme
Hans Henrik René Palme, född 27 januari  1910 i Stockholm, död 22 oktober 1983 i Houston, Texas i USA, var svensk affärsman, som 1933 tillsammans med brodern Ramón Palme, född 1911, död 1990, grundade Ferreteria National SA och 1942 Ferreteria Nonoalco SA i Mexiko. Företaget är i dag två skilda koncerner som går under namnen "Grupo Palme" samt "Grupo Palméxico".
Till en början bestod verksamheten av import av svenska järnhandelsprodukter, vilka såldes över disk i en butik i Mexico City. Så småningom byggdes ett stort centrallager upp och öppnades järnaffärer på alla större orter i Mexiko, samt även i Guatemala och Honduras. Exempelvis importerades kvalitetsborrar från Sverige och såldes med 1000 procents pålägg. Överskottet placerades delvis i välbyggda hyresfastigheter, som hittills lyckats motstå de många jordbävningar, som regelbundet drabbar landet. 
Bröderna köpte ett stålverk, som länge gått med förlust på grund av ständiga strejker. Hela personalen avskedades och fick ett smärre avgångsvederlag. Därefter anställdes helt ny personal, utan erfarenhet av stålverksdrift. Utan strejker blev den nya organisationen en stor ekonomisk framgång. 
René Palme är stamfar för släkten Palmes månghövdade mexikanska gren, som (inklusive ingifta) 2024 uppgår till 104 personer.
René och Ramón vilar i det Palmeska familjegravsområdet på Djursholms begravningsplats strax till höger om porten till kapellet. De var söner till Henrik Palme d.y. (1886–1935) och sonsöner till bankdirektören Henrik Palme.